# Lee Ingleby
Lee Ingleby (Burnley, Lancashire; 28 de enero de 1976) es un actor de cine, televisión y teatro británico.
Es más conocido por su papel como el Sargento John Bacchus en el drama de la BBC Inspector George Gently y como Stan Shunpike en Harry Potter y el prisionero de Azkaban. También ha aparecido como Sean O'Neill en la serie de televisión The Street de Jimmy McGovern, y en un papel recurrente en la segunda temporada de Early Dogs como el novio de Mel, Dean. Otro rol prominente fue su papel en la película de 2003 Master and Commander: The Far Side of the World, donde interpretó a un nervioso guardia de la marina llamado Hollom. Además, tuvo un papel en el último episodio de la primera temporada de Life on Mars, interpretando al padre de Sam Tyler, Vic, e hizo una aparición en la serie Spaced en 2001.

## Primeros años
Ingleby nació en Burnley, Lancashire, y vivió cerca de Brierfield durante la primera parte de su vida, asistiendo a la Edge End High School, como hizo el también actor John Simm. A ambos les enseñó el mismo maestro de drama, que los alentó al teatro profesional. Luego estudió en la Universidad de Accrington y Rossendale antes de avanzar a la Academia de Música y Arte Dramático de Londres.

## Carrera
El primer papel importante de Ingleby fue como el joven protagonista en la miniserie de 2001 de la BBC Nature Boy junto con Paul McGann. Interpretó a Smike en una versión cinematográfica para televisión de La vida y las aventuras de Nicholas Nickleby en 2001. En el mismo año, protagonizó y escribió el guion del cortometraje Cracks in the Ceiling, en la que apareció con su padre, Gordon Ingleby.
En el estreno en cines en 2002 de Borstal Boy, basado vagamente en la vida del poeta y activista irlandés Brendan Behan, Ingleby interpretó a un bravucón en un internado inglés para delincuentes juveniles.
También ha hecho apariciones puntuales en series de televisión como Hustle, Clocking Off, No Angels, Fat Friends, Jonathan Creek, Dalziel and Pascoe, Cadfael (Pilgrim of Hate) y The Bill. Él ha tenido papeles secundarios en películas como Gustave en Ever After: A Cinderella Story junto con Drew Barrymore y como Hollom en la película de Peter Weir de 2003 Master and Commander: The Far Side of the World. En 2004, tuvo un pequeño papel en la película Haven protagonizada por Orlando Bloom, cuya premier fue en el Festival de Cine de Toronto pero no fue estrenada comercialmente hasta 2006 luego de una gran reedición. También fue la estrella invitada en la aventura de audio de Doctor Who, Terror Firma.
En 2006 apareció en la serie de televisión de la BBC The Street, de Jimmy McGovern, donde interpretó al abusivo marido Sean O'Neill junto con Christine Bottomley. Otro proyecto fue la adaptación a televisión de 2006 de El viento en los sauces, en la cual interpretó al Topo. También apareció en la adaptación modernizada de la BBC de Rapunzel para la serie Fairy Tales.
Ingleby encabezó el reparto del drama policial de televisión de tres partes de 2008 Place of Execution como el inspector detective George Bennett, asistiendo a localizar a una chica desaparecida.
Cuando no traba en cine y televisión, Ingleby sigue activo en el escenario, donde sus créditos incluyen a Puck en El sueño de una noche de verano, Alexander en Crésida, de Nicholas Wright, y Kayurian en El hombre almohada, de Martin McDonagh.
Actuó en la obra Our Class de Tadeusz Slobodzianek en el Cottesloe Theatre desde septiembre de 2009 hasta enero de 2010 como Zygmunt.
En 2011 apareció en la serie de televisión Being Human como Edgar Wyndham, un amenazante vampiro anciano, y también en Luther como el asesino serial Cameron Pell.
En 2013, Ingleby asumió el papel de Philip De Nicholay, el alguacil de Nottingham, en una nueva producción de audio de la leyenda de Robin Hood, producida por Spiteful Puppet.  Lanzada directamente al público como una descarga digital y en CD, esta versión, titulada HOOD: NOBLE SECRETS es un cambio radical desde el cuento aceptado con un giro significativo en el papel y el personaje del alguacil, y cuenta la historia de cómo el alguacil causa directamente que Robin Hood exista cuando él busca la ayuda de forajidos en el bosque de Sherwood. HOOD: NOBLE SECRETS ganó una nominación a la categoría de mejor audio en línea o no retransmitido en los BBCAudio Drama Awards 2014.
2018 Interpreta a David Collins en la miniserie británica (4 capítulos) "Innocent"

## Filmografía

### Cine
- Ever After: A Cinderella Story (como Gustave), 1998
- Borstal Boy (como Dale), 2000
- Cracks in the Ceiling (como Lad), 2001
- Master and Commander: The Far Side of the World (como guarda marina Hollom), 2003
- Harry Potter y el prisionero de Azkaban (como Stan Shunpike), 2004
- Haven (como Patrick), 2004
- The Headsman (como Bernhard), 2005
- La última legión (como Germanus), 2007
- Pos-It Love (como Chico), 2007
- Doghouse (como Matt), 2009

### Televisión
- Soldier Soldier (como Kevin Fitzpatrick), 1997
- Killer Net (como Gordon), 1998
- In the Red (como Paul), 1998
- The Bill (como Ian en el episodio Puzzled), 1998
- Cadfael (como Walter), 1998
- Junk (como Rob), 1999
- The Dark Roon (como Bobby Franklyn), 1999
- Dalziel and Pascoe (como Kieron Cumming en el episodio The British Grenadier), 1999
- Jonathan Creek (como Derek Spratley en el episodio The Three Camblers), 2000
- Nature Boy (como David), 2000
- Spaced (como 'Líder matón Romford' en el episodio Gone), 2001
- La vida y las aventuras de Nicholas Nickleby (como Smike), 2001
- Impact (como Peter Stamford), 2002
- Clocking Off (como Steven Dugdale), 2002
- Fat Friends (como Craig en el episodio Sweet and Sour), 2002
- No Angels (como Enfermero Carl Jenkins), 2004
- Blue Murder (como Roger Boersma en el episodio Up in Smoke), 2004
- Early Doors (como Dean), 2004
- Hustle (como Trevor Speed en el episodio The Lesson), 2005
- Coming Up (como Gabriel en el episodio Karma Cowboys), 2005
- Life on Mars (como Vic Tyler), 2006
- The Street (como Sean O'Neill), 2006
- El viento en los sauces (como Topo), 2006
- George Gently (como Sargento John Bacchus), 2007 - 2014
- The Worst Journey in the World (como Birdie Bowers), 2007
- Rapunzel (como Jimmy Stojkovic), 2008
- Place of Execution (como el inspector detective George Bennett), 2008
- Marple: Némesis (como Colin Hards), 2008
- Crooked House (como Ben), 2008
- Being Human (como Edgar Wyndam), 2011
- Luther (como Cameron Pell), 2011
- White Heat (como Alan), 2012
- Sinbad (como Riff), 2012
- Quirke (como Leslie White), 2014[4]
- Our Zoo (como George Mottershead), 2014
- The Five (como Slade), 2016-presente
- The A word (Como Paul), 2016-2019
- Criminal (UK), 2019

### Radio
- Cry Hungary (como Peter Kovacs), BBC Radio 4, 2006
- Radio Head, Up and Down the Dial of British Radio de John Osborne, Book of the Week, BBC Radio 4, 2009
- A Kind of Loving (como Vic Brown), BBC Radio 4, 2010
- Hood: Noble Secrets (como Phillip De Nicholay — alguacil de Nottingham), Spiteful Puppet, 2013